# Jean Calogero
Jean Calogero, nome d'arte di Giovanni Calogero (Catania, 20 agosto 1922 – Catania, 15 novembre 2001), è stato un pittore italiano.
Il suo talento si distinse, nel pieno fervore culturale della città di Parigi, tra quello dei grandissimi artisti del Novecento, riuscendo ad essere premiato nel 1957 con la Grande Medaglia D'Argento, massimo riconoscimento della città agli artisti ancora in vita.
Nel 1959 le sue opere vengono inserite all'interno del catalogo d'arte internazionale BENEZIT, consacrandolo tra gli artisti più autorevoli della pittura mondiale.
I suoi dipinti figurano in importanti collezioni pubbliche e private, come il Museo d’Arte Moderna di Parigi, il Museo d’Arte di Tokyo, il Museo D’Arte Moderna di New York, il Museo d’Arte Moderna di San Paolo del Brasile, il Museo d’Arte Moderna di Palermo, il Museo Diocesano di Catania e il MF Museum & Fashion di Marella Ferrera di Catania.
Tra le personalità che posseggono sue opere vi sono: Gregory Peck, Judy Garland, Bing Crosby (Hollywood), Nathan J. Blumberg (Hollywood), Nat King Cole (New York), Gary Cooper (Hollywood),
Robert Mitchum (Hollywood), Liz Taylor e Richard Burton (Londra), Van Johnson (Hollywood), James David Zallerbach (Dallas), Kusakabé (Tokyo), J.F. Van Santem (Olanda), R. Madsen (Parigi), M.C. Dupont (Nizza), V. Verdier (Toulouse), C. Chabot (Losanna), S. Desdrener (Lione), J. Dessail (Le Havre) e Sylvester Stallone (New York).

## Biografia
Fin dall'adolescenza manifesta la sua passione per disegno e pittura frequentando nella città etnea il Liceo Artistico. Nel dopoguerra si è recato in Francia sia per approfondire gli studi che per conoscere le nuove tendenze dell'arte. Nel 1947 frequenta i corsi di pittura all'Ecole Des Beaux-Aarts a Parigi dedicandosi così totalmente alla pittura e allo studio. Viene coinvolto nei momenti più vivaci del fermento artistico parigino di metà secolo, partecipando a numerose mostre e dibattiti di grande rilievo.
Nel 1949 arriva il suo primo contratto artistico, firmato per la Galerie Hervè di Parigi, nota per seguire in quegli anni, gli sviluppi della giovane pittura europea. La Francia diventa per Jean Calogero una seconda patria dove inizia, con entusiasmo, una imponente attività espositiva riscuotendo grandi consensi da parte della critica. Da qui inizia il suo viaggio in giro per il mondo; dalle innumerevoli mostre parigine degli anni cinquanta si aggiungono New York, Los Angeles e anche il Giappone ma senza trascurare le maggiori gallerie italiane.
La sua prima monografia risale al 1954 e venne curata da Maximilien Gauthier, uno dei maggiori critici francesi del tempo che, con grande abilità, riesce a tracciare in maniera meravigliosamente esaustiva le aspirazioni e la personalità dell'artista.
Nel 1957 venne premiato a Parigi con il massimo riconoscimento ad artisti viventi:la Grande Medaglia d'Argento. Nel 1959, viene inserito nel catalogo internazionale dell'arte BENEZIT tra i pittori più autorevoli della pittura mondiale.
Dagli inizi degli anni settanta in poi, è presente più stabilmente in Italia pur mantenendo il suo studio parigino. Parigi e la Sicilia, sono per lui grande fonte di ispirazione e continuerà negli anni a dividersi tra questi due luoghi fisicamente e spiritualmente.

## Citazioni
“Quando dipingo, mi metto davanti alla tela ed è come se mi chiudessi in una bolla di cristallo. Comincia un viaggio attraverso l’immaginazione e non so dove mi porterà ...”. (Jean Calogero )

## Mostre personali
- Galerie Hervè, Parigi 1950.
- Associated American Artists - New York 1952.
- James Vigevano Galleries, Los Angeles 1953.
- Galerie Madsen, Parigi 1954/1960.
- Antologica, Tokyo 1965.
- Galleria La Robinia, Palermo 1969.
- Florida Gallery, Chicago 1970.
- Galleria Il Cavalletto, Catania 1971.
- Galleria De Rosa, Milano 1972.
- Galleria Pinacoteca, Roma; L'Incontro, Taranto 1973. Galleria Idea-Bellini, Firenze; David Galleries, Bari; Palazzo Melloni, L'incontro, Bologna; Galleria Schettini, Milano; Galleria Pinacoteca, Roma; Galleria La Meridiana, Verona; Pier della Francesca, Arezzo 1974.
- Galleria L'isolotto, Napoli; Pinacoteca, Roma; Galleria del Corso, Latina 1975.
- Galleria Michelangelo, Firenze; Pinacoteca, Roma 1977.
- Galleria Robert Philip, Parigi 1978.
- Galleria d'Arte Pinacoteca, Roma 1979. Centro L'Esagono, Lecce; Graziani Gallery, New York 1981.
- Chiesa di S. Silvestro, Tuscania; Museo d'Arte Moderna, Sessa Aurunca 1982.
- Galerie Hervè, Parigi 1983.
- Galleria l'Angolo, Catania; Galleria Arte Spazio, Sassari; Centro Il Faro, Taranto 1987.
- Galleria L'Esagono, Lecce 1988.Galerie Molière, Parigi; Nihon Garo, Nagoya, Giappone; Minako H. Gallery, Tokyo; Galleria del Viale Jonio, Catania 1989.
- Art Expo, New York; Axis Gallery, San Francisco; Galerie Axe, Parigi; Galerie Molière, Parigi 1990.
- Antologica, Palazzetto dell'Arte, Foggia; Galleria d'Arte Pinacoteca, Roma; Sinagrarte 91, Sinagra, Messina; La Magia di Taormina, Palazzo Corvaja, Taormina; Galleria Buonarroti, Siracusa 1991.
- Galleria Arte Oggi, Reggio Calabria; Galleria del Corso, Latina; Galleria Arte Spazio, Sassari; Galleria Art Gallery, Gela 1992.
- Galleria Profili d'Arte, Catania 1993.
- Europ'Art 94, Ginevra; Galleria Antarte, Messina 1994.
- Galleria Agorà, Palermo 1995.
- Comune di Aci Castello, Palazzo Russo, Aci Castello, Catania; Galleria Arte Spazio, Sassari 1996.
- Art Gallery, Gela; Chiesa di San Leonardo, Tuscania 1997.
- Pinacoteca Galleria Donini, Roma 1998.
- Galleria Perlini Arte, Reggio Calabria; Galleria Il Castello, Rovigo; Galleria Profili d'Arte, Catania; Pinacoteca Galleria Donini, Roma 1999.
- Galleria d'Arte Moderna “Le Ciminiere”, Antologica, Catania 2010.
- GAM Catania "Jean Calogero- Omaggio a Catania "  Catania 2019